# Moggridgea peringueyi
Espèce
Synonymes
- Moggridgea coegensis Purcell, 1903
- Moggridgea nigra Purcell, 1904
- Moggridgea latus Tucker, 1917

Moggridgea peringueyi est une espèce d'araignées mygalomorphes de la famille des Migidae.

## Distribution
Cette espèce est endémique d'Afrique du Sud. Elle se rencontre au Cap-Oriental, au Cap-Occidental et au Cap-du-Nord.

## Description
Les femelles mesurent de 11,33 à 24,80 mm et les mâles de 11,33 à 17,47 mm.

## Étymologie
Cette espèce est nommée en l'honneur de Louis Péringuey.

## Publication originale
- Simon, 1903 : Descriptions d'arachnides nouveaux. Annales de la Société entomologique de Belgique, vol. 47, p. 21-39 (texte intégral).